# Patricia Watwood
Patricia Watwood (nascida em 1971) é uma pintora figurativa norte-americana que vive no Brooklyn, Nova York, atualmente.